# Нехтий, Владислав Владимирович
Владисла́в Влади́мирович Нехти́й (укр. Владислав Володимирович Нехтій; род. 19 декабря 1991, Алма-Ата) — украинский футболист, нападающий запорожского «Металлурга»

## Биография

### Ранние годы
Начинал играть в футбол в Краматорске. Воспитанник футбольных школ донецких «Металлурга» и «Шахтёра», за которых с 2005 по 2008 провёл 80 игр и забил 39 мячей в чемпионате ДЮФЛ.

### Клубная карьера
16 мая 2008 дебютировал на профессиональном уровне за «Шахтёр-3», в составе которого в том году сыграл 18 матчей и забил 2 гола во Второй лиге. В 2010 году снова выступал за «Шахтёр-3», в 13 поединках за который отметился 3 мячами. За основной состав донецкого «Шахтёра», в заявке которого находился до 2013 года, Владислав в итоге не сыграл ни разу, проведя лишь 65 матчей и забив 12 голов за молодёжную (U-21) команду.
В феврале 2013 перешёл в казахстанский «Кайрат», с которым подписал контракт на три года. За «Кайрат» выступал до обоюдного расторжения контракта 13 июня 2014, проведя за это время 16 игр в чемпионате, 3 матча, в которых забил 1 мяч, в розыгрышах Кубка Казахстана и став в составе команды дважды бронзовым призёром чемпионата и обладателем Кубка Казахстана сезона 2014. Кроме того, сыграл 13 матчей и забил 14 голов за дублирующий состав клуба.
Затем пытался перейти в «Актобе», но в итоге в июле 2014 подписал контракт с «Кайсаром», за который затем играл до июня 2015 года, проведя 15 встреч, в которых забил 1 мяч, в чемпионате и 2 матча в Кубке. Примечательно, что свой единственный за «Кайсар» и вообще в чемпионатах Казахстана гол Нехтий забил в ворота своего бывшего клуба «Кайрата». Помимо этого, сыграл в 1 встрече и забил 1 мяч за дублирующий состав команды.
В конце июля 2015 подписал контракт с вернувшимся к выступлениям в Первой лиге Украины краматорским «Авангардом», в заявку которого был включён 14 августа, а уже 15 августа дебютировал за новую команду в домашнем поединке против клуба «Оболонь-Бровар», выйдя на замену вместо Дмитрия Швеца на 25-й минуте матча. 26 августа забил первый гол за «Авангард» на 68-й минуте выездной встречи против «Динамо-2». Всего за краматорский клуб провёл 26 игр (забил 6 мячей) в первенстве и 1 поединок в Кубке Украины.
6 июля 2016 года стал игроком мариупольского «Ильичёвца», за который дебютировал 24 июля того же года, выйдя в стартовом составе в домашнем матче против стрыйской «Скалы». 2 января 2017 года было официально сообщено, что Владислав покинул команду. Всего за мариупольский клуб провёл 10 встреч в первенстве и 2 игры (забил 1 гол) в Кубке Украины.

### Карьера в сборной
В 2009 году выступал за юношеские сборные Украины до 18 (2 матча) и до 19 лет (5 матчей).

## Достижения
- Бронзовый призёр чемпионата Казахстана: 2013, 2014
- Обладатель Кубка Казахстана: 2014

## Статистика
| Клуб                  | Лига         | Сезон   | Чемпионат | Чемпионат | Кубок | Кубок | Дубль | Дубль |
| Клуб                  | Лига         | Сезон   | Игры      | Голы      | Игры  | Голы  | Игры  | Голы  |
| --------------------- | ------------ | ------- | --------- | --------- | ----- | ----- | ----- | ----- |
| Шахтёр-3              | Вторая лига  | 2007/08 | 2         | 0         |       |       |       |       |
| Шахтёр-3              | Вторая лига  | 2008/09 | 16        | 2         |       |       |       |       |
| Шахтёр (Донецк)       | Премьер-лига | 2008/09 |           |           |       |       | 8     | 1     |
| Шахтёр (Донецк)       | Премьер-лига | 2009/10 |           |           |       |       | 21    | 5     |
| Шахтёр-3              | Вторая лига  | 2010/11 | 13        | 3         |       |       |       |       |
| Шахтёр (Донецк)       | Премьер-лига | 2010/11 |           |           |       |       | 10    | 0     |
| Шахтёр (Донецк)       | Премьер-лига | 2011/12 |           |           |       |       | 14    | 5     |
| Шахтёр (Донецк)       | Премьер-лига | 2012/13 |           |           |       |       | 12    | 1     |
| Кайрат                | Премьер-лига | 2013    | 11        | 0         | 1     | 0     | 13    | 14    |
| Кайрат                | Премьер-лига | 2014    | 5         | 0         | 2     | 1     |       |       |
| Кайсар                | Премьер-лига | 2014    | 5         | 1         |       |       | 1     | 1     |
| Кайсар                | Премьер-лига | 2015    | 10        | 0         | 2     | 0     |       |       |
| Авангард (Краматорск) | Первая лига  | 2015/16 | 26        | 6         | 1     | 0     |       |       |
| Ильичёвец             | Первая лига  | 2016/17 | 10        | 0         | 2     | 1     |       |       |

## Семья
Отец — Владимир Нехтий — советский футболист.
Сын Даниил 2019 года рождения.